# Saison 2013-2014 du LOSC Lille
Maillots
Chronologie
Saison précédente Saison suivante
La saison 2013-2014 du LOSC Lille est la cinquante-quatrième saison du club nordiste en première division du championnat de France, la quatorzième consécutive du club au sommet de la hiérarchie du football français.
Pour la première fois depuis la saison 2008-2009, le club ne s'est qualifié à aucune compétition européenne et participera donc seulement aux compétitions domestiques (Ligue 1, coupe de France et coupe de la Ligue).
Cette saison est marquée par un changement au sein du staff de l'équipe, car après 5 saisons en tant qu'entraîneur du club, Rudi Garcia a décidé de rejoindre le championnat italien et l'AS Rome. Il est remplacé par le champion de France en 2012 avec Montpellier, René Girard.

## Avant-saison

### Tableau des transferts
| Nom                | Nationalité | Poste     | Transfert                            | Provenance/Destination  | Division           |
| ------------------ | ----------- | --------- | ------------------------------------ | ----------------------- | ------------------ |
| Arrivées           |             |           |                                      |                         |                    |
| Divock Origi       | Belgique    | Attaquant | Premier contrat professionnel        | Lille OSC B             | CFA                |
| Nolan Mbemba       | France      | Milieu    | Premier contrat professionnel        | Lille OSC B             | CFA                |
| Julian Michel      | France      | Milieu    | Premier contrat professionnel        | Lille OSC B             | CFA                |
| Jonathan Delaplace | France      | Milieu    | Transfert (1,2 million d'euros)      | Zulte Waregem           | Division 1         |
| Simon Kjær         | Danemark    | Défenseur | Transfert (2 millions d'euros)       | VfL Wolfsbourg          | Bundesliga         |
| Julian Jeanvier    | France      | Défenseur | Transfert (450 000 euros)            | AS Nancy-Lorraine       | Ligue 2            |
| Abdoulaye Diaby    | France      | Attaquant | Transfert gratuit                    | CS Sedan Ardennes       | CFA 2              |
| Florian Thauvin    | France      | Milieu    | Retour de prêt                       | SC Bastia               | Ligue 1            |
| Viktor Klonaridis  | Belgique    | Milieu    | Retour de prêt                       | Royal Mouscron-Peruwelz | Division 2         |
| Pape Souaré        | Sénégal     | Défenseur | Retour de prêt                       | Stade de Reims          | Ligue 1            |
| John Jaïro Ruiz    | Costa Rica  | Attaquant | Retour de prêt                       | Royal Mouscron-Peruwelz | Division 2         |
| Soualiho Meïté     | France      | Milieu    | Retour de prêt                       | AJ Auxerre              | Ligue 2            |
| Omar Wade          | Sénégal     | Attaquant | Retour de prêt                       | USJA Carquefou          | National           |
| Vincent Enyeama    | Nigeria     | Gardien   | Retour de prêt                       | Maccabi Tel-Aviv        | Ligat Toto         |
| Arnaud Souquet     | France      | Milieu    | Retour de prêt                       | Royal Mouscron-Peruwelz | Division 2         |
| Départs            |             |           |                                      |                         |                    |
| Omar Wade          | Sénégal     | Attaquant | Fin de contrat                       |                         |                    |
| Laurent Bonnart    | France      | Défenseur | Fin de contrat                       | AC Ajaccio              | Ligue 1            |
| Aurélien Chedjou   | Cameroun    | Défenseur | Transfert (6,3 millions d'euros)     | Galatasaray SK          | Süper Lig          |
| Dimitri Payet      | France      | Milieu    | Transfert (8,8+1,2 millions d'euros) | Olympique de Marseille  | Ligue 1            |
| Gianni Bruno       | Belgique    | Attaquant | Prêt                                 | SC Bastia               | Ligue 1            |
| Julian Michel      | France      | Milieu    | Prêt                                 | Royal Mouscron-Peruwelz | Division 2         |
| Lucas Digne        | France      | Défenseur | Transfert (13+2 millions d'euros)    | Paris Saint-Germain     | Ligue 1            |
| Abdoulaye Diaby    | France      | Attaquant | Prêt                                 | Royal Mouscron-Peruwelz | Division 2         |
| Benoît Pedretti    | France      | Milieu    | Transfert gratuit                    | AC Ajaccio              | Ligue 1            |
| Viktor Klonaridis  | Belgique    | Attaquant | Transfert gratuit                    | Panathinaïkos           | Superleague Elláda |
| Florian Thauvin    | France      | Milieu    | Transfert (11+2 millions d'euros)    | Olympique de Marseille  | Ligue 1            |

| Nom           | Nationalité | Poste     | Transfert         | Provenance/Destination | Division |
| ------------- | ----------- | --------- | ----------------- | ---------------------- | -------- |
| Départs       |             |           |                   |                        |          |
| Túlio de Melo | Brésil      | Attaquant | Transfert gratuit | Évian Thonon Gaillard  | Ligue 1  |

## Compétitions

### Championnat
La Ligue 1 2013-2014 est la soixante-quinzième édition du championnat de France de football et la douzième sous l'appellation « Ligue 1 ». La division oppose vingt clubs en une série de trente-huit rencontres. Les meilleurs de ce championnat se qualifient pour les coupes d'Europe que sont la Ligue des Champions (le podium) et la Ligue Europa (le quatrième et les vainqueurs des coupes nationales). Le LOSC participe à cette compétition pour la cinquante-quatrième fois de son histoire.
Les relégués de la saison précédente, l'AS Nancy-Lorraine, l'ESTAC Troyes et le Stade brestois 29, sont remplacés par l'AS Monaco, champion de Ligue 2 en 2012-2013 après deux ans d'absence, l'EA Guingamp, 10 ans après sa dernière participation au plus haut niveau national, et le FC Nantes, relégué en Ligue 2 lors de la saison 2008-2009.
| Date heure                       | No. | Adversaire             | Lieu | Résultat | Buteurs pour le LOSC                                                   | Buteurs adverses                                | Classement | Affluence | Diffuseur            |
| Samedi 10 août 2013 21h00        | 1   | FC Lorient             | Dom. | 1 - 0    | Divock Origi 13e                                                       | -                                               | 7e         | 36 362    | beIN Sport / Canal+  |
| Samedi 17 août 2013 20h00        | 2   | Stade de Reims         | Ext. | 2 - 1    | Marko Baša 88e                                                         | Mads Albæk 7e · Christopher Glombard 67e        | 9e         | 14 199    | beIN Sport           |
| Dimanche 25 août 2013 14h00      | 3   | AS Saint-Étienne       | Dom. | 1 - 0    | Salomon Kalou 37e (pen.)                                               | -                                               | 6e         | 35 866    | beIN Sport           |
| Samedi 31 août 2013 20h00        | 4   | Stade rennais          | Ext. | 0 - 0    | -                                                                      | -                                               | 7e         | 20 305    | beIN Sport           |
| Dimanche 15 septembre 2013 17h00 | 5   | OGC Nice               | Dom. | 0 - 2    | -                                                                      | Darío Cvitanich 19e 45e                         | 12e        | 34 002    | beIN Sport           |
| Samedi 21 septembre 2013 20h00   | 6   | FC Sochaux-Montbéliard | Ext. | 0 - 2    | Nolan Roux 34e 37e                                                     | -                                               | 8e         | 10 511    | beIN Sport           |
| Mardi 24 septembre 2013 19h00    | 7   | Évian Thonon Gaillard  | Dom. | 3 - 0    | Salomon Kalou 12e · Jesper Hansen 32e (csc) · Ronny Rodelin 71e        | -                                               | 4e         | 31 252    | beIN Sport           |
| Samedi 28 septembre 2013 20h00   | 8   | Olympique lyonnais     | Ext. | 0 - 0    | -                                                                      | -                                               | 4e         | 39 717    | beIN Sport           |
| Samedi 5 octobre 2013 20h00      | 9   | AC Ajaccio             | Dom. | 3 - 0    | Pape Souaré 17e · Idrissa Gueye 57e · Salomon Kalou 70e                | -                                               | 3e         | 34 384    | beIN Sport           |
| Samedi 19 octobre 2013 20h00     | 10  | Montpellier HSC        | Ext. | 0 - 1    | Pape Souaré 4e                                                         | -                                               | 3e         | 13 990    | beIN Sport           |
| Vendredi 25 octobre 2013 20h30   | 11  | FC Nantes              | Ext. | 0 - 1    | Nolan Roux 43e                                                         | -                                               | 3e         | 33 289    | beIN Sport           |
| Dimanche 3 novembre 2013 21h00   | 12  | AS Monaco              | Dom. | 2 - 0    | Nolan Roux 27e 71e                                                     | -                                               | 2e         | 43 880    | Canal+               |
| Samedi 9 novembre 2013 20h00     | 13  | EA Guingamp            | Ext. | 0 - 0    | -                                                                      | -                                               | 2e         | 13 231    | beIN Sport           |
| Dimanche 24 novembre 2013 14h00  | 14  | Toulouse FC            | Dom. | 1 - 0    | Pape Souaré 84e                                                        | -                                               | 2e         | 38 433    | beIN Sport           |
| Samedi 30 novembre 2013 20h00    | 15  | Valenciennes FC        | Ext. | 0 - 1    | Ronny Rodelin 46e                                                      | -                                               | 2e         | 14 874    | beIN Sport           |
| Mardi 3 décembre 2013 19h00      | 16  | Olympique de Marseille | Dom. | 1 - 0    | Nolan Roux 90+2e                                                       | -                                               | 2e         | 46 089    | beIN Sport / Canal+  |
| Dimanche 8 décembre 2013 14h00   | 17  | Girondins de Bordeaux  | Ext. | 1 - 0    | -                                                                      | Landry N'Guemo 27e                              | 3e         | 18 740    | beIN Sport           |
| Dimanche 15 décembre 2013 17h00  | 18  | SC Bastia              | Dom. | 2 - 1    | Salomon Kalou 17e 22e                                                  | Ludovic Genest 3e                               | 3e         | 37 682    | beIN Sport           |
| Dimanche 22 décembre 2013 21h00  | 19  | Paris Saint-Germain    | Ext. | 2 - 2    | Rio Mavuba 44e · Salomon Kalou 53e (pen.)                              | Zlatan Ibrahimović 36e · Marko Baša 72e (csc)   | 3e         | 45 844    | Canal+               |
| Dimanche 12 janvier 2014 21h00   | 20  | Stade de Reims         | Dom. | 1 - 2    | Anthony Weber 88e (csc)                                                | Odaïr Fortes 73e · Grzegorz Krychowiak 76e      | 3e         | 36 287    | Canal+               |
| Vendredi 17 janvier 2014 20h30   | 21  | AS Saint-Étienne       | Ext. | 2 - 0    | -                                                                      | Brandão 55e · Franck Tabanou 61e                | 3e         | 26 887    | beIN Sports          |
| Vendredi 24 janvier 2014 20h30   | 22  | Stade rennais          | Dom. | 1 - 1    | Salomon Kalou 34e                                                      | Abdoulaye Doucouré 41e                          | 3e         | 35 706    | beIN Sports          |
| Dimanche 2 février 2014 14h00    | 23  | OGC Nice               | Ext. | 1 - 0    | -                                                                      | Mathieu Bodmer 45+2e                            | 3e         | 21 953    | beIN Sports          |
| Samedi 8 février 2014 20h00      | 24  | FC Sochaux-Montbéliard | Dom. | 2 - 0    | Divock Origi 3e · Ryan Mendes 90+3e                                    | -                                               | 3e         | 34 841    | beIN Sports          |
| Dimanche 16 février 2014 17h00   | 25  | Évian Thonon Gaillard  | Ext. | 2 - 2    | Divock Origi 23e · Ryan Mendes 90+3e                                   | Kévin Bérigaud 15e · Cédric Mongongu 64e (pen.) | 3e         | 9 369     | beIN Sports          |
| Dimanche 23 février 2014 21h00   | 26  | Olympique lyonnais     | Dom. | 0 - 0    | -                                                                      | -                                               | 3e         | 43 518    | Canal+               |
| Dimanche 2 mars 2014 14h00       | 27  | AC Ajaccio             | Ext. | 3 - 2    | Salomon Kalou 26e (pen.) 38e 74e (pen.)                                | Junior Tallo 2e 42e                             | 3e         | 5 663     | beIN Sports          |
| Dimanche 9 mars 2014 14h00       | 28  | Montpellier HSC        | Dom. | 2 - 0    | Marko Baša 18e · Nolan Roux 57e                                        | -                                               | 3e         | 40 264    | beIN Sports          |
| Samedi 15 mars 2014 16h30        | 29  | FC Nantes              | Dom. | 0 - 0    | -                                                                      | -                                               | 3e         | 39 328    | Canal+               |
| Dimanche 23 mars 2014 21h00      | 30  | AS Monaco              | Ext. | 1 - 1    | Divock Origi 38e                                                       | Mounir Obbadi 4e                                | 3e         | 7 157     | Canal+               |
| Dimanche 30 mars 2014 17h00      | 31  | EA Guingamp            | Dom. | 1 - 0    | Salomon Kalou 90+2e                                                    | -                                               | 3e         | 39 319    | beIN Sports          |
| Samedi 5 avril 2014 20h00        | 32  | Toulouse FC            | Ext. | 2 - 1    | Nolan Roux 26e · Salomon Kalou 42e (pen.)                              | Serge Aurier 90+3e                              | 3e         | 14 108    | beIN Sports          |
| Samedi 12 avril 2014 17h00       | 33  | Valenciennes FC        | Dom. | 1 - 0    | Divock Origi 70e                                                       | -                                               | 3e         | 37 757    | Canal+               |
| Dimanche 20 avril 2014 21h00     | 34  | Olympique de Marseille | Ext. | 0 - 0    | -                                                                      | -                                               | 3e         | 39 545    | Canal+               |
| Dimanche 27 avril 2014 21h00     | 35  | Girondins de Bordeaux  | Dom. | 2 - 1    | Salomon Kalou 23e · Ryan Mendes 68e                                    | Jussiê 71e (pen.)                               | 3e         | 40 644    | Canal+               |
| Vendredi 2 mai 2014              | 36  | SC Bastia              | Ext. | 1 - 1    | Salomon Kalou 32e                                                      | Wahbi Khazri 85e                                | 3e         | 12 702    | beIN Sports          |
| Samedi 10 mai 2014               | 37  | Paris Saint-Germain    | Dom. | 1 - 3    | Jonathan Delaplace 90e                                                 | Marquinhos 41e · Lucas 65e · Blaise Matuidi 82e | 3e         | 48 960    | Canal+ / beIN Sports |
| Samedi 17 mai 2014               | 38  | FC Lorient             | Ext. | 4 - 1    | Salomon Kalou 32e 65e · Nolan Roux 52e · Grégory Bourillon 90+2e (csc) | Jérémie Aliadière 22e                           | 3e         | 16 593    | Canal+ / beIN Sports |

#### Classement et statistiques
Les Lillois terminent à la troisième place avec 20 victoires, 11 matchs nuls et 7 défaites. Durant la saison, son gardien Vincent Enyeama est devenu le deuxième à dépasser la barre des 1000 minutes sans encaisser de buts, et est même passé tout proche de battre le record de 1176 minutes détenu par Gaëtan Huard. Malheureusement une frappe du bordelais Landry N'Guemo déviée par Simon Kjær mettra fin à son invincibilité au bout de 1061 minutes, soit à 115 minutes du record. Une victoire rapportant trois points et un match nul un point, le LOSC totalise 71 points soit dix-huit de moins que le leader, le Paris Saint-Germain. Les Lillois possèdent la neuvième attaque du championnat avec 46 buts marqués ainsi que la deuxième défense avec 26 buts encaissés. Lille est la troisième formation à domicile (42 points) et la quatrième à l'extérieur (29 points).
Extrait du classement de Ligue 1 2013-2014
| Rang | Équipe              | Pts | J  | G  | N  | P  | Bp | Bc | Diff |
| --- | ------------------- | --- | -- | -- | -- | -- | -- | -- | ---- |
| 1 | Paris Saint-Germain | 89  | 38 | 27 | 8  | 3  | 84 | 23 | +61  |
| 2 | AS Monaco FC        | 80  | 38 | 23 | 11 | 4  | 63 | 31 | +32  |
| 3 | LOSC Lille          | 71  | 38 | 20 | 11 | 7  | 46 | 26 | +20  |
| 4 | AS Saint-Étienne    | 69  | 38 | 20 | 9  | 9  | 56 | 34 | +22  |
| 5 | Olympique Lyonnais  | 61  | 38 | 17 | 10 | 11 | 56 | 44 | +12  |
| - Phase de groupes de la Ligue des Champions 2014-2015 - Barrages de la Ligue des Champions 2014-2015 - Barrages de la Ligue Europa 2014-2015 - Troisième tour de qualification de la Ligue Europa 2014-2015 |                     |     |    |    |    |    |    |    |      |

### Coupe de France
La coupe de France 2013-2014 est la 96e édition de la coupe de France, une compétition à élimination directe mettant aux prises tous les clubs de football amateurs et professionnels à travers la France métropolitaine et les DOM-TOM. Elle est organisée par la FFF et ses ligues régionales.
| Date                          | Tour                       | Adversaire              | Lieu | Résultat       | Buteurs pour le LOSC | Buteurs adverses | Affluence | Diffuseur                   |
| Dimanche 5 janvier 2014 12h00 | Trente-deuxièmes de finale | AC Amiens (CFA)         | Ext. | 1 - 3          | Salomon Kalou 23e 57e · Ronny Rodelin 66e | Nordine Benaries 6e | 2 689     | France 3 Nord-Pas-de-Calais |
| Mardi 21 janvier 2014 19h30   | Seizièmes de finale        | Iris Club Croix (CFA 2) | Ext. | 0 - 3          | Simon Kjær 17e · de Melo 57e · Divock Origi 89e | - | 5 892     | Non diffusé                 |
| Mardi 11 février 2014 20h00   | Huitièmes de finale        | SM Caen (Ligue 2)       | Dom. | 3 - 3 6 - 5tab | Ronny Rodelin 33e · Jonathan Delaplace 77e · Nolan Roux 83e · Marko Baša · Florent Balmont · Divock Origi · Ronny Rodelin · Djibril Sidibé · David Rozehnal | Bengali-Fodé Koïta 14e 29e · Ronny Rodelin 90+3e (csc) · Felipe Saad · Mathieu Duhamel · Jean Calvé · Dennis Appiah · Jonathan Kodjia · Mathias Autret | 5 500     | Eurosport                   |
| Jeudi 27 mars 2014            | Quarts de finale           | Stade rennais (Ligue 1) | Ext. | 0 - 2          | - | Kamil Grosicki 34e · Romain Alessandrini 90e | 27 849    | Eurosport                   |

### Coupe de la Ligue
La Coupe de la Ligue 2013-2014 est la 20e édition de la Coupe de la Ligue, compétition à élimination directe organisée par la Ligue de football professionnel (LFP) depuis 1994, qui rassemble uniquement les clubs professionnels de Ligue 1, Ligue 2 et National. Depuis 2009, la LFP a instauré un nouveau format de coupe plus avantageux pour les équipes qualifiées pour une coupe d'Europe.
| Date et horaire             | Tour                | Adversaire           | Lieu | Résultat | Buteurs pour le LOSC | Buteurs adverses      | Affluence | Diffuseur   |
| Mardi 29 octobre 2013 20h00 | Seizièmes de finale | AJ Auxerre (Ligue 2) | Dom. | 0 - 1ap  | -                    | Sébastien Haller 113e | 15 868    | Non diffusé |

### Matchs officiels de la saison
Le tableau ci-dessous retrace dans l'ordre chronologique les rencontres officielles jouées par le LOSC durant la saison. Le club lillois participe aux 38 journées du championnat ainsi qu'à trois tours de Coupe de France et une rencontre en Coupe de la Ligue. Les buteurs sont accompagnés d'une indication entre parenthèses sur la minute de jeu où est marqué le but et, pour certaines réalisations, sur sa nature (penalty ou contre son camp).
Le bilan général de la saison est de 22 victoires, 12 matchs nuls et 9 défaites.

## Statistiques

### Statistiques collectives
| Compétition       | Débute au tour | Termine        | Matches joués | Gagnés | Nuls | Perdus | Buts pour | Buts contre | Différence |
| ----------------- | -------------- | -------------- | ------------- | ------ | ---- | ------ | --------- | ----------- | ---------- |
| Ligue 1           | -              | -              | 38            | 20     | 11   | 7      | 46        | 26          | +20        |
| Coupe de France   | 1/32 de finale | 1/4 de finale  | 4             | 2      | 1    | 1      | 9         | 6           | +3         |
| Coupe de la Ligue | 1/16 de finale | 1/16 de finale | 1             | 0      | 0    | 1      | 0         | 1           | -1         |
| Total             | -              | -              | 43            | 22     | 12   | 9      | 55        | 33          | +22        |

### Statistiques individuelles

#### Statistiques buteurs
| Place | Nom                | Ligue 1 | Coupe de France | Coupe de la Ligue | TOTAL des BUTS |
| 1     | Salomon Kalou      | 16 buts | 2 buts          | -                 | 18 buts        |
| 2     | Nolan Roux         | 9 buts  | 1 but           | -                 | 10 buts        |
| 3     | Divock Origi       | 5 buts  | 1 but           | -                 | 6 buts         |
| 4     | Ronny Rodelin      | 2 buts  | 2 buts          | -                 | 4 buts         |
| 5     | Ryan Mendes        | 3 buts  | -               | -                 | 3 buts         |
| 5     | Pape Souaré        | 3 buts  | -               | -                 | 3 buts         |
| 6     | Jonathan Delaplace | 1 but   | 1 but           | -                 | 2 buts         |
| 6     | Marko Baša         | 2 buts  | -               | -                 | 2 buts         |
| 8     | Túlio de Melo      | -       | 1 but           | -                 | 1 but          |
| 8     | Rio Mavuba         | 1 but   | -               | -                 | 1 but          |
| 8     | Simon Kjær         | -       | 1 but           | -                 | 1 but          |
| 8     | Idrissa Gueye      | 1 but   | -               | -                 | 1 but          |
| #     | contre son camp    | 3 buts  | -               | -                 | 3 buts         |
| Total | 11 buteurs         | 46 buts | 9 buts          | -                 | 55 buts        |

Date de mise à jour : le 17 mai 2014.

#### Statistiques passeurs
| Place | Nom                | Ligue 1   | Coupe de France | Coupe de la Ligue | TOTAL des PASSES |
| 1     | Florent Balmont    | 6 passes  | -               | -                 | 6 passes         |
| 2     | Nolan Roux         | 5 passes  | -               | -                 | 5 passes         |
| 3     | Salomon Kalou      | 4 passes  | -               | -                 | 4 passes         |
| 4     | Marko Baša         | 2 passes  | 1 passe         | -                 | 3 passes         |
| 5     | Ryan Mendes        | 2 passes  | -               | -                 | 2 passes         |
| 5     | Marvin Martin      | 2 passes  | -               | -                 | 2 passes         |
| 5     | Ronny Rodelin      | 1 passe   | 1 passe         | -                 | 2 passes         |
| 8     | Jonathan Delaplace | 1 passe   | -               | -                 | 1 passe          |
| 8     | Divock Origi       | -         | 1 passe         | -                 | 1 passe          |
| 8     | Rio Mavuba         | 1 passe   | -               | -                 | 1 passe          |
| Total | 10 passeurs        | 24 passes | 3 passes        | -                 | 27 passes        |

Date de mise à jour : le 17 mai 2014.

### Joueurs prêtés
| Nat. | Nom               | Club en prêt            | Compétition | Championnat | Championnat | Championnat | Championnat  | Coupe nationale | Coupe nationale | Coupe nationale | Coupe nationale | Total | Total | Total  | Total        |
| Nat. | Nom               | Club en prêt            | Compétition | MJ          | B           | Averti      | Carton rouge | MJ              | B               | Averti          | Carton rouge    | MJ    | B     | Averti | Carton rouge |
| ---- | ----------------- | ----------------------- | ----------- | ----------- | ----------- | ----------- | ------------ | --------------- | --------------- | --------------- | --------------- | ----- | ----- | ------ | ------------ |
|      | Gianni Bruno      | SC Bastia               | Ligue 1     | 31          | 8           | 5           | 1            | 2               | 0               | 1               | 0               | 33    | 8     | 6      | 1            |
|      | Abdoulaye Diaby   | Royal Mouscron-Peruwelz | Division 2  | 16          | 3           | 2           | 0            | 5               | 1               | 1               | 0               | 21    | 4     | 3      | 0            |
|      | Julian Michel     | Royal Mouscron-Peruwelz | Division 2  | 21          | 4           | 2           | 0            | 7               | 2               | 3               | 0               | 28    | 6     | 5      | 0            |
|      | Alexandre Oukidja | Royal Mouscron-Peruwelz | Division 2  | 33          | 0           | 2           | 1            | 8               | 0               | 1               | 0               | 41    | 0     | 3      | 1            |

### Récompenses et distinctions
Au cours de la saison 2013-2014, l'Union nationale des footballeurs professionnels (UNFP) récompense chaque mois le meilleur joueur du championnat de France. Après une sélection de trois joueurs choisis par les médias sportifs, le public élit le joueur du mois avec des votes par SMS ou par Internet. Deux lillois ont été élus joueur du mois pendant cette saison dont un à deux reprises, il s'agit du gardien Vincent Enyeama en octobre et en novembre, les deux mois au cours desquels il n'a encaissé aucun but, ainsi que Salomon Kalou en décembre.

### Joueurs en sélection nationale

#### Équipe de France
Parmi 12 joueurs français, seul Rio Mavuba a été sélectionné en équipe de France cette saison.
| Joueurs    | Position |    |    |    |    |
| Rio Mavuba | Milieu   | 17 | 45 | 32 | 26 |

#### Sélections étrangères
| Nom             | Éliminatoires Coupe du monde | Éliminatoires Coupe du monde | Éliminatoires Coupe du monde | Éliminatoires Coupe du monde | Matchs amicaux | Matchs amicaux | Matchs amicaux | Matchs amicaux | Coupe du monde | Coupe du monde | Coupe du monde | Coupe du monde | Total | Total       | Total  | Total        |
| Nom             | MJ                           | But inscrit                  | Averti                       | Carton rouge                 | MJ             | But inscrit    | Averti         | Carton rouge   | MJ             | But inscrit    | Averti         | Carton rouge   | MJ    | But inscrit | Averti | Carton rouge |
| --------------- | ---------------------------- | ---------------------------- | ---------------------------- | ---------------------------- | -------------- | -------------- | -------------- | -------------- | -------------- | -------------- | -------------- | -------------- | ----- | ----------- | ------ | ------------ |
| Vincent Enyeama | 3                            | 0                            | 0                            | 0                            | 4              | 0              | 0              | 0              | 4              | 0              | 0              | 0              | 11    | 0           | 0      | 0            |
| Salomon Kalou   | 3                            | 2                            | 0                            | 0                            | 3              | 0              | 0              | 0              | 3              | 0              | 1              | 0              | 9     | 2           | 1      | 0            |
| Divock Origi    | 0                            | 0                            | 0                            | 0                            | 3              | 0              | 0              | 0              | 5              | 1              | 0              | 0              | 8     | 1           | 0      | 0            |
| Marko Baša      | 1                            | 0                            | 0                            | 0                            | 5              | 1              | 0              | 0              | 0              | 0              | 0              | 0              | 6     | 1           | 0      | 0            |
| Simon Kjær      | 1                            | 0                            | 0                            | 0                            | 5              | 0              | 0              | 0              | 0              | 0              | 0              | 0              | 6     | 0           | 0      | 0            |
| Idrissa Gueye   | 3                            | 0                            | 0                            | 0                            | 0              | 0              | 0              | 0              | 0              | 0              | 0              | 0              | 3     | 0           | 0      | 0            |
| Ryan Mendes     | 1                            | 0                            | 0                            | 0                            | 1              | 0              | 0              | 0              | 0              | 0              | 0              | 0              | 2     | 0           | 0      | 0            |
| Pape Souaré     | 2                            | 0                            | 0                            | 0                            | 0              | 0              | 0              | 0              | 0              | 0              | 0              | 0              | 2     | 0           | 0      | 0            |
| Barel Mouko     | 1                            | 0                            | 0                            | 0                            | 0              | 0              | 0              | 0              | 0              | 0              | 0              | 0              | 1     | 0           | 0      | 0            |
| John Jaïro Ruiz | 0                            | 0                            | 0                            | 0                            | 1              | 0              | 0              | 0              | 0              | 0              | 0              | 0              | 1     | 0           | 0      | 0            |

## Affluence et télévision

### Affluence
Affluence du LOSC à domicile

## Équipe réserve
L'équipe réserve du LOSC sert de tremplin vers le groupe professionnel pour les jeunes du centre de formation ainsi que de recours pour les joueurs de retour de blessure ou en manque de temps de jeu. Elle est entraînée par Stéphane Adam.
Pour la saison 2013-2014, elle évolue dans le groupe A du championnat de France amateur, soit le quatrième niveau de la hiérarchie du football en France.
Extrait du classement de CFA 2013-2014 (Groupe A)
| Rang | Équipe            | Pts | J  | G  | N  | P | Bp | Bc | Diff |
| --- | ----------------- | --- | -- | -- | -- | - | -- | -- | ---- |
| 1 | FC Chambly-Thelle | 79  | 28 | 13 | 12 | 3 | 38 | 19 | +19  |
| 2 | LOSC Lille rés.   | 78  | 28 | 15 | 5  | 8 | 46 | 26 | +20  |
| 3 | FCM Aubervilliers | 73  | 28 | 12 | 9  | 7 | 35 | 35 | 0    |
| 4 | US Roye-Noyon     | 71  | 28 | 12 | 7  | 9 | 31 | 24 | +7   |
| 5 | AS Beauvais       | 70  | 28 | 13 | 6  | 9 | 33 | 27 | +6   |
| - 1er du championnat (hors réserves) - Demi-finales du championnat de France des réserves professionnelles |                   |     |    |    |    |   |    |    |      |